# Байданкино
 Байданкино  (тат. Чирмеш) — деревня в Нижнекамском районе Татарстана. Входит в состав Каенлинского сельского поселения.

## География
Находится в центральной части Татарстана на расстоянии приблизительно 12 км по прямой на юго-запад от районного центра города Нижнекамск.

## История
Основана в XVIII веке. Упоминалась также как Черемыш.

## Население
Постоянных жителей было: в 1859 году — 230, в 1870—334, в 1897—563, в 1920—838, в 1926—672, в 1938—626, в 1949—528, в 1958—354, в 1970—311, в 1979—226, в 1989—104, в 2002 − 76 (русские 51 %, татары 44 %), 94 в 2010, в основном крещеные татары.
В быту пользуются челнинским подговором говора кряшен Нижнего Прикамья казанского диалекта татарского языка.